# ناشيونال جيوغرافيك كيدز (قناة)
كانت نات جيو كيدز قناة تلفزيونية مدفوعة في أمريكا اللاتينية تستهدف الأطفال من سن 3 إلى 11 عامًا، وهي مملوكة لشركة والت ديزني ووورلد وايد والجمعية الجغرافية الوطنية، وهي مشروع مشترك بين شركة والت ديزني وناشيونال جيوغرافيك سوسايتي.
تم إطلاق القناة في الأصل في 1 يوليو 2005 باسم فوكس لايف، ولكن غيرت علامتها التجارية في 4 نوفمبر 2013 إلى موندو فوكس. في 1 يوليو 2017، أعيد تسمية القناة مرة أخرى باسم نات جيو كيدز. أطلقت النسخة البرازيلية في 4 أكتوبر 2017.
في 10 يناير 2022، أُعلن عن إغلاق نات جيو كيدز في 31 مارس في المنطقة، إلى جانب العديد من الشبكات الشقيقة الأخرى.